# ログドーロ

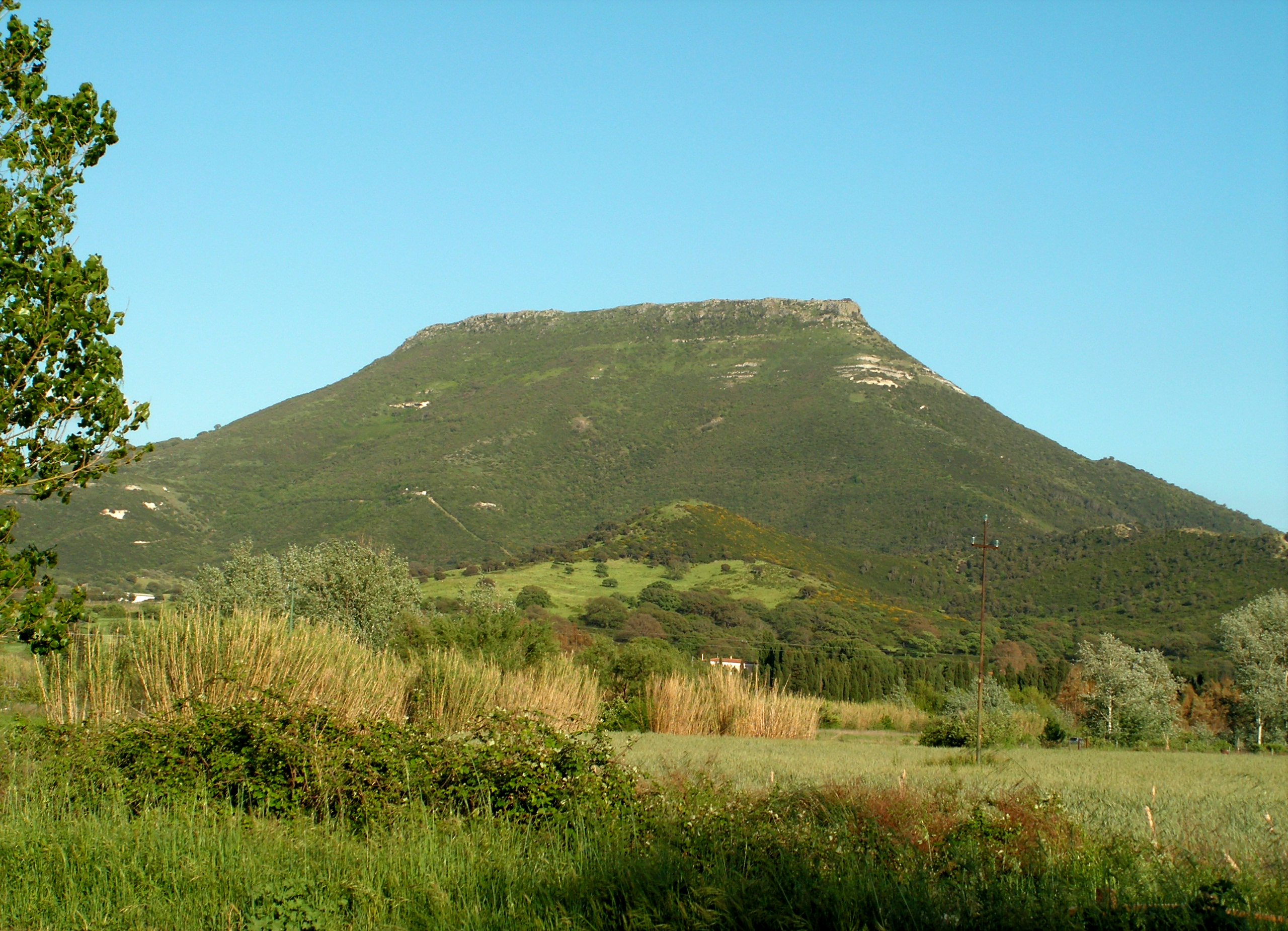
ログドーロの典型的な景観。背景はモンテ・サント火山のメサ台地。

ログドーロ（イタリア語: Logudoro、サルデーニャ語: Logudòro）は、イタリア、サルデーニャ島の中部から北部にかけての一帯を指す、伝統的な地方名称。この地方の言語は、サルデーニャ語ログドーロ方言と称される。「ログドーロ」とは、文字通りに解せば「黄金の土地」という意味である。

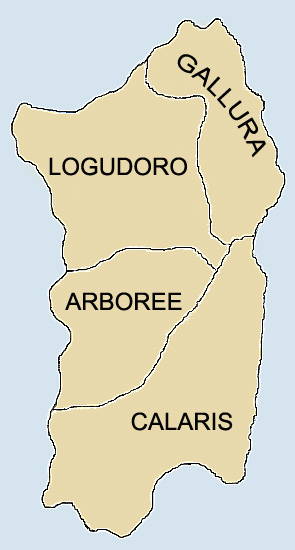
中世のサルデーニャ

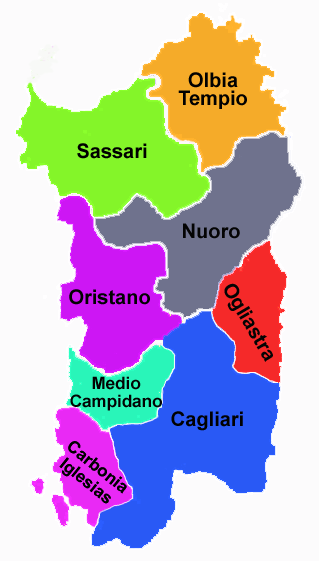
現代のサルデーニャ

## 歴史
この地方の大部分は、火山性の土壌に覆われており、サルデーニャ島内では最も肥沃な土地になっている。このため、多数のヌラーゲ（石塔状の巨大構造物）の存在が示すように、この地方には先史時代から居住者がいた。ローマ帝国の統治下では、帝国領域内でも有数の穀物生産地となり、いくつものローマ軍団がこの地域に駐屯して、ローマに服属しなかった島の中央部に拠る先住民の攻撃を防いでいた。
中世には、当時サルデーニャ島を四分割していた王国に準じる国々のひとつジュディカート・ディ・トッレス（ジュディカート・ディ・ログドーロ）の中心となり、この国の当初の首都はアルダラに、後の首都はサッサリに置かれた。この地方の農村部には、この時期に遡る多数のロマネスク建築様式の教会が残されている。その後、14世紀以降、アラゴンによるジュディカートの征服を境にログドーロは没落し、やがて行政機能は島の南部にあるカリャリに移ってしまう。18世紀以降、サヴォイア家が支配したサルデーニャ王国の統治下では、ログドーロは反政府勢力の拠点となった。
20世紀はじめになると、道路や鉄道の建設が繁栄をもたらすことになったが、反面ではこの地方の森林資源の大規模な破壊を招くことになった。人口圧が高まり、当地産の穀物がイタリア市場で相対的競争力を失っていった結果、1950年代には多数のログドーロ人たちが、この地を離れざるを得なくなった。その行き先は、当初はサルデーニャ島内の主要都市であったが、やがてイタリア北部へと人口が流出するようになった。

## 地理
サルデーニャは中世からクラトリア(curatoria)と呼ばれる小区域に細分されて統治されていたが、ログドーロと称される地域の境界がどこになるのかは明確ではなく、ログドーロ方言が話される地域がそのように呼ばれてきた。ログドーロと称される地域は、北はオージロからヌルヴィにかけての丘陵、東はコギーナス川、南はモンティフェッル-マルギーネ-ゴチェアーノ(サルデーニャ語では、コステーラ Costèra と呼ばれる)を結ぶ線を地形的な境界として、概ね区画される。ログドーロに含まれる地域としては、サッサレーゼ、コロス、モンテアクート、メイローグ、ヌッラ、プラナージャ(オリスターノ県側に少し入る)などがある。
主な町として、いずれもサッサリ県のオツィエーリ、イッティリ、オッシ、ボノルヴァ、プロアーゲ、ポッツォマッジョーレ、ティエージがあり、その他の著名な場所としてサッサリ県のパッターダ、オルビア＝テンピオ県のブッドゥゾ、オスキリ、ベルキッダなどがある。
ログドーロ方言は、サルデーニャ語の文語と見なされており、リンバ・サルダ・コムーナ（2006年に公式に採用されたサルデーニャ語の書記法：LSC）の基礎となった。